# Тимофеева, Ирина Николаевна
Ири́на Никола́евна Тимофе́ева (род. 5 апреля 1970, Смычка, Чувашская АССР) — российская легкоатлетка, член Олимпийской сборной России на Олимпиаде 2008 в Пекине. Заслуженный мастер спорта России.

## Биография
Родилась в Чувашии. Живёт и тренируется в Тольятти. Тренер бегуньи Владимир Тимофеев является также её мужем.

## Карьера
При национальном отборе для участия в Олимпиаде в Сиднее заняла лишь четвёртое место, что не позволило войти в состав сборной. В ходе подготовки к Олимпиаде в Афинах получила травму, что не позволило войти в сборную.
После победы на Гамбургском марафоне в 2008 году стала членом Олимпийской сборной России и в возрасте 38 лет принимала участие в Олимпиаде в Пекине, где на марафонской дистанции заняла 7-е место, опередив остальных россиянок.

### Достижения
- Чемпионка России по марафонскому бегу 1996.
- Чемпионка России по бегу на шоссе: 1997, 1999, 2002, 2004 гг.; по полумарафону: 1999, 2000, 2005 гг.; по кроссу: 1999, 2001 гг.
- Кубки Европы по марафонскому бегу в составе сборной команды России I место (1998) г. Будапешт, II место (2002) г. Мюнхен, I место (2010) г. Барселона.
- Кубки мира по марафонскому бегу в составе сборной команды России II место (2001) г. Эдмонтон и III место (2003) г. Париж.
- Чемпионаты мира по полумарафону в составе сборной команды России III место (2004) г. Нью-Дели, II место (2005) г. Эдмонтон, III место (2009) г. Бирмингем.
- XXIX летние Олимпийские Игры (2008) г. Пекин 7-е место в марафонском беге.
- Победительница марафонов мира: ММММ (1996), Хартфордский (1997), Омский (2000), Сингапурский (2006), Парижский (2007), Гамбургский (2008), Шанхайский (2008), Наганский (2009).

### Личные рекорды
| Дисциплина  | Результат |
| ----------- | --------- |
| 5000 м      | 15:57,74  |
| 10 000 м    | 31:40,14  |
| 10 км       | 32:44,4   |
| 15 км       | 49:46     |
| 20 км       | 1:07:10   |
| Полумарафон | 1:09:29   |
| Марафон     | 2:24:14   |